# Saint-Théodorit
Saint-Théodorit is een gemeente in het Franse departement Gard (regio Occitanie) en telt 368 inwoners (2005). De plaats maakt deel uit van het arrondissement Le Vigan.

## Geografie
De oppervlakte van Saint-Théodorit bedraagt 8,9 km², de bevolkingsdichtheid is 41,3 inwoners per km².
De onderstaande kaart toont de ligging van Saint-Théodorit met de belangrijkste infrastructuur en aangrenzende gemeenten.

## Demografie
Onderstaande figuur toont het verloop van het inwonertal (bron: INSEE-tellingen).